# セドリック・ヤンベレ
セドリック・ヤンベレ（Cédric Yambéré，1990年11月6日 - ）は、フランス・ボルドー出身で中央アフリカ共和国のサッカー選手。ポジションはディフェンダー。

## 経歴
2013年にFCジロンダン・ボルドーに移籍した。
2016年7月13日にロシア・プレミアリーグのFCアンジ・マハチカラに期限付き移籍。
2017年1月24日、APOELニコシアに期限付き移籍。
2019年6月29日、アル・イテファクに3年契約で移籍した。